# Mark Zuckerberg
Mark Elliot Zuckerberg (White Plains (New York), 14 mei 1984) is een Amerikaanse computerprogrammeur en ondernemer.

## Loopbaan
Tijdens zijn studie aan de Harvard-universiteit (waarmee hij stopte) richtte hij samen met Eduardo Saverin, Dustin Moskovitz, Sean Parker en Chris Hughes in 2004 de sociaalnetwerksite Facebook op. Sinds 2004 is hij algemeen directeur (CEO) van dit populaire sociale netwerk op het internet.
Softwarefirma Microsoft nam op 25 oktober 2007 een aandeel van 1,6 procent in Facebook en telde daar 240 miljoen dollar voor neer. Door deze transactie werd Facebook op papier ineens 15 miljard dollar waard. Eerder had Zuckerberg een soortgelijk bod van Google Inc. afgeslagen en een bedrag van één miljard dollar geweigerd dat Yahoo! wilde betalen om Facebook in handen te krijgen.
In september 2010 werd The Social Network uitgebracht, een film over Mark Zuckerberg en het ontstaan van Facebook.
Op 15 december 2010 werd Zuckerberg door het Amerikaanse tijdschrift Time verkozen tot "Person of the Year 2010". In datzelfde jaar stond de toen 26-jarige Zuckerberg op nummer 35 van de Forbeslijst van rijkste mensen ter wereld, met een vermogen van US$ 6,9 miljard. Medio 2016 werd zijn vermogen getaxeerd op US$ 54 miljard en op 30 januari 2025 was dit gestegen naar US$ 234 miljard. Het grootste bestanddeel van zijn vermogen is zijn aandelenbelang in Meta Platforms.

## Privé
Zuckerberg is sinds 19 mei 2012 getrouwd met Priscilla Chan. In 2015 werd hun eerste dochter Maxima geboren. In augustus 2017 kregen zij hun tweede dochter, August, en in maart 2023 een derde, Aurelia.
Mark en zijn echtgenote Priscilla Chan hebben het voornemen geuit 99% van hun vermogen aan goede doelen te schenken. In werkelijkheid hebben ze echter geen stichting maar Delaware BV opgezet. Hiermee hoeven ze juridisch gezien niets te geven aan liefdadigheid en kunnen ze onder andere doneren aan politieke campagnes, winst genereren en het geld gebruiken voor privédoeleinden.

### Privacy
Zuckerberg woont nabij Lake Tahoe. Hier heeft hij tien huizen op zijn naam staan en aanpalende terreinen aangekocht ter bescherming van zijn privacy. In april 2021 bleek Zuckerbergs telefoonnummer online te vinden te zijn na een datalek bij Facebook. Hieruit bleek dat Zuckerberg de app Signal gebruikt, die bekend staat om zijn inzet op privacy en een concurrent is van WhatsApp.

### "Dumb fucks"
In de tijd van The Facebook deed Zuckerberg volgende uitspraken, die in 2010 openbaar werden gemaakt door Business Insider:
Zuckerberg: Yeah so if you ever need info about anyone at Harvard, just ask. I have over 4,000 emails, pictures, addresses, SNS
Vriend: What? How'd you manage that one?
Zuckerberg: People just submitted it. I don't know why. They "trust me". Dumb fucks.
Facebook heeft de echtheid van dit gesprek nooit ontkend.